# Raoul Dufy
Raoul Dufy (n. 3 iunie 1877, Le Havre, Franța – d. 23 martie 1953, Forcalquier, Provence-Alpes-Côte d'Azur, Franța) a fost un pictor francez asociat cu mișcarea fauvistă. A câștigat recunoaștere pentru stilul său vibrant și decorativ, care a devenit popular în diverse forme, cum ar fi designul textil și decorațiunile clădirilor publice. Dufy este recunoscut pentru opera sa de artă care înfățișează adunări sociale în aer liber. În plus față de pictură, a excelat în diverse alte domenii, inclusiv desenul, gravura, ilustrațiile de cărți, designul scenic, designul de mobilier și planificarea spațiilor publice.

## Biografie

### Tinerețe
Dufy s-a născut în Le Havre, Normandia. Fratele său mai mic, Jean Dufy⁠(d), va deveni și el artist mai târziu. La vârsta de 14 ani, Dufy a părăsit școala pentru a lucra la o companie care importa cafea. În 1895, la vârsta de 18 ani, a început să ia cursuri serale de artă la École des Beaux-Arts din Le Havre, predate de Charles Lhuillier, un fost elev al portretistului francez Ingres. Acolo i-a cunoscut pe Raimond Lecourt și Othon Friesz⁠(d), cu care mai târziu a împărțit un studio în Montmartre și a menținut o prietenie de o viață. În această perioadă, Dufy a pictat în primul rând peisaje normande în acuarelă.
În 1900, după un an de serviciu militar, Dufy a obținut o bursă la École Nationale supérieure des Beaux-Arts din Paris, unde s-a intersectat din nou cu Othon Friesz⁠(d) (care era acolo și când Georges Braque studia). Dufy s-a concentrat pe îmbunătățirea abilităților sale de desen, influențat de pictorii peisagiști impresioniști precum Claude Monet și Camille Pissarro. Prima sa expoziție a avut loc în 1901, la Expoziția artiștilor francezi. Dufy i-a fost prezentat lui Berthe Weill⁠(d) în 1902 și și-a expus lucrările în galeria ei. A expus din nou în 1903, la Salon des Indépendants⁠(d). Lucrările sale au obținut o recunoaștere notabilă atunci când artistul Maurice Denis a cumpărat una dintre picturile sale. Dufy a continuat să picteze, adesea în vecinătatea orașului Le Havre, în special pe plaja din Sainte-Adresse, făcută celebră prin asocierea sa cu artiștii Eugène Boudin și Claude Monet. În 1904, a lucrat la Fécamp, pe Canalul Mânecii (La Manche), cu prietenul său Albert Marquet⁠(d).

### Anii de mai târziu
Luxe, Calme et Volupté⁠(d) de Henri Matisse, pe care Dufy l-a văzut la Salon des Independents în 1905, i-a îndreptat interesele către fauvism. Les Fauves (fiarele sălbatice) au subliniat culorile strălucitoare și contururile îndrăznețe în lucrările lor. Pictura lui Dufy a reflectat această estetică până în jurul anului 1909 când contactul cu opera lui Paul Cézanne l-a determinat să adopte o tehnică mai subtilă. Cu toate acestea, abia în 1920, după ce a practicat un alt stil, cubismul, Dufy și-a dezvoltat propria abordare distinctivă. Acest stil a cuprins aranjarea structurilor scheletice folosind perspectiva redusă, împreună cu aplicarea de pete de culoare rapide și subțiri. Această metodă a devenit ulterior recunoscută ca stenografică. În uleiurile și acuarelele sale, a descris frecvent scene contemporane, inclusiv evenimente de yachting, întâlniri sociale elegante și vederi ale Coastei de Azur. Pentru Expoziția Internațională din 1937 de la Paris, Dufy a produs „La Fée Electricité”, una dintre cele mai mari picturi ale timpului, o lucrare expansivă și apreciată pe scară largă care celebrează electricitatea, realizată în ulei pe placaj.
Dufy și-a dobândit și o reputație ca ilustrator și artist comercial. A pictat fresce pentru clădiri publice și a produs un număr semnificativ de tapiserii și modele ceramice. Plăcile sale apar în cărți de Guillaume Apollinaire, Stéphane Mallarmé și André Gide. În 1909, Dufy a fost însărcinat de Paul Poiret să proiecteze articole de papetărie pentru casă. După 1912, a proiectat modele textile pentru Bianchini-Ferier, care au fost folosite pentru articolele de îmbrăcăminte purtate de Poiret și Charvet⁠(d). Bois de Boulogne este o rochie care a fost concepută de Paul Poiret, design textil de Dufy și fabricată de Bianchini-Ferier. Dufy a avut o abordare îndrăzneață și grafică în design care a reflectat preferințele personale și stilul lui Paul Poiret. Ambii, Poiret și Dufy, s-au reunit de multe ori pentru a crea multe modele noi.
La sfârșitul anilor 1940 și începutul anilor 1950, Dufy a expus la Salonul anual des Tuileries⁠(d) din Paris. Până în 1950, capacitatea lui de a picta a fost diminuată când mâinile i-au fost afectate de artrita reumatoidă și a trebuit să-și fixeze o pensulă de mână pentru a lucra. În aprilie s-a dus la Boston pentru a urma un tratament experimental cu cortizon și corticotropină, bazat pe munca lui Philip S. Hench. S-a dovedit a fi de succes, iar unele dintre următoarele lucrări au fost dedicate medicilor și cercetătorilor din Statele Unite. În 1952 a primit marele premiu pentru pictură la a 26-a Bienală de la Veneția. Dufy a murit în urma unei sângerări intestinale la Forcalquier, Franța, la 23 martie 1953, probabil ca rezultat al tratamentului său continuu. A fost înmormântat lângă Matisse în Cimitirul Mănăstirii Cimiez din Cimiez, o suburbie a orașului Nisa.

## Colecții
Printre colecțiile publice care dețin lucrări ale lui Raoul Dufy se numără:
- Institutul de Artă din Chicago, Chicago, IL, SUA [15]
- Galeria de Artă din Ontario, Ontario, Canada
- Institutul de Arte Kalamazoo, Kalamazoo, MI, SUA
- Muzeul de Artă McNay, TX, SUA [16]
- Musée d'Art Moderne de Paris, Paris, Franța
- Musée des Beaux-Arts din Nice, Nisa, Franța
- Museum de Fundatie⁠(d), Zwolle, Netherlands
- Galeria Națională de Artă, Washington, DC, SUA
- Muzeul Unterlinden, Colmar, Franța ( Nud roz, 1930)
- Van Abbemuseum⁠(d), Olanda
- Muzeul de Arte Frumoase din Virginia, Richmond, VA, SUA

## Selecție de lucrări

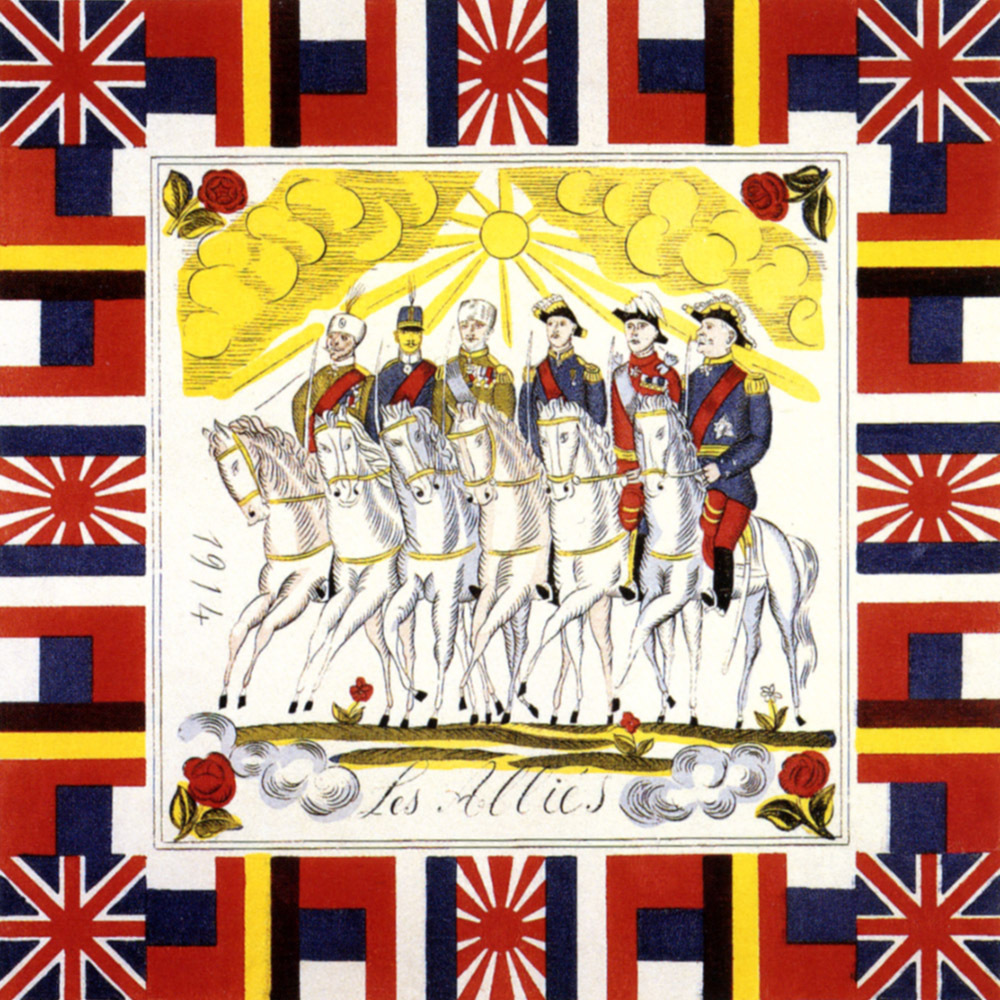
Les Alliés(1914)
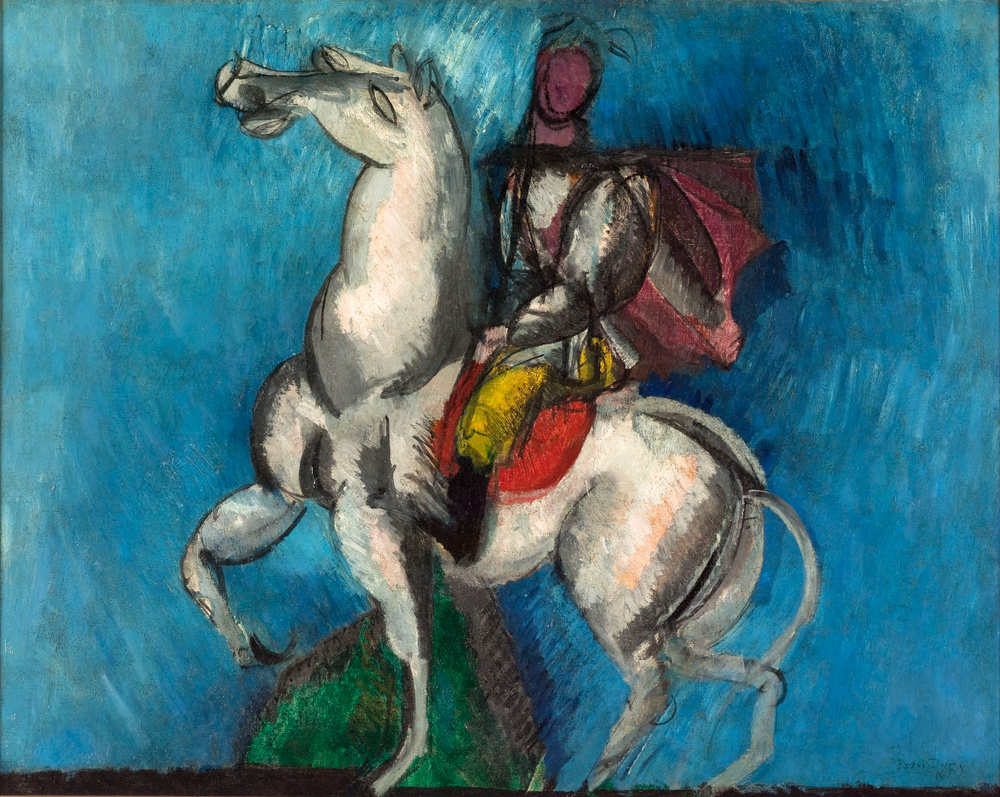
Le Cavalier arabe (Le Cavalier blanc) (1914), Musée d'Art Moderne din Paris
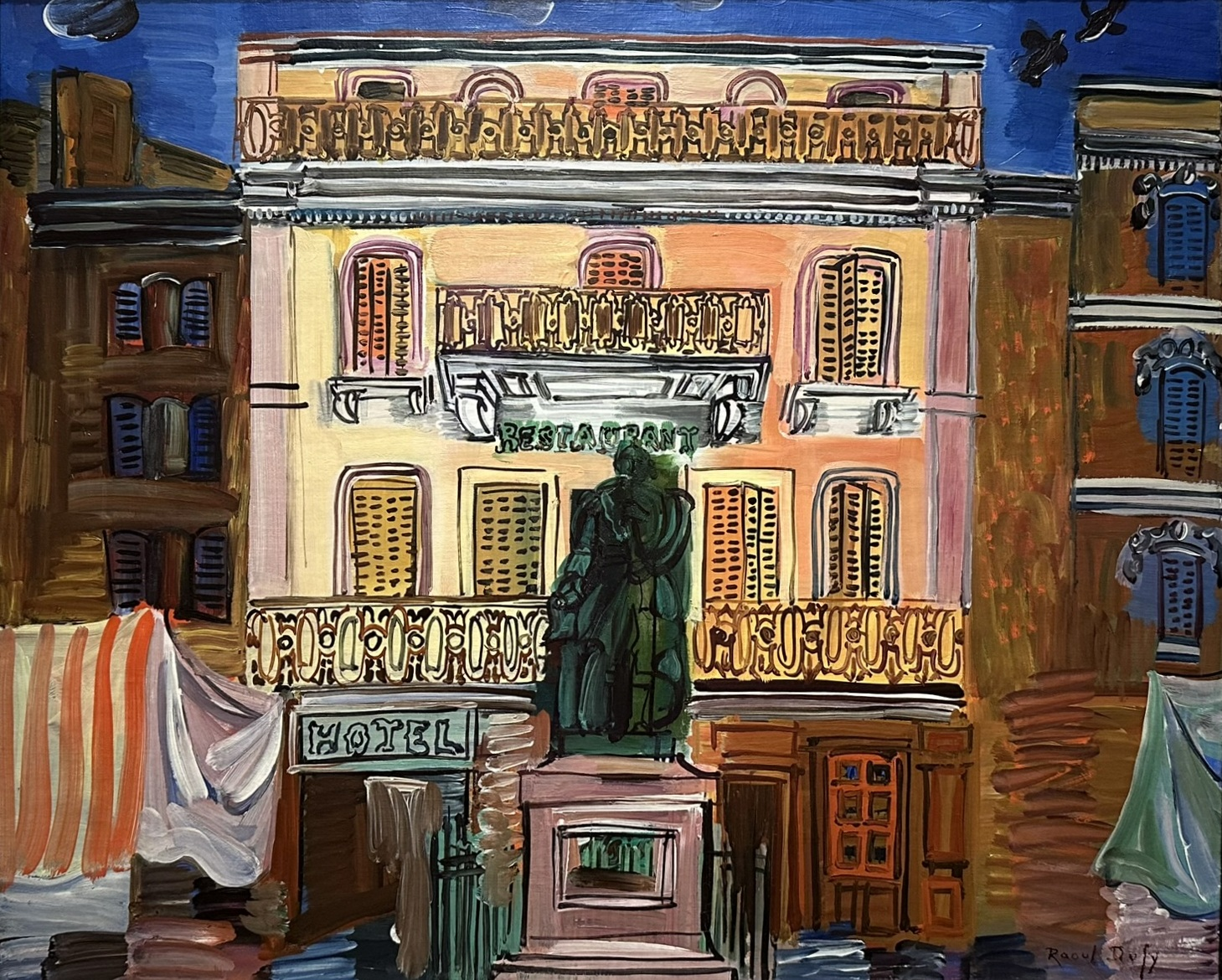
Hotel Sube (1926), Colecția Phillips